# 1001 discos que hay que escuchar antes de morir
1001 discos que hay que escuchar antes de morir (en inglés 1001 Albums You Must Hear Before You Die) es un libro de referencia musical publicado por primera vez en 2005 por la editorial Universe Publishing, que reúne información sobre los álbumes más importantes e influyentes de la música popular entre las décadas de 1950 y 2000, los que fueron escogidos cuidadosamente por un panel de críticos internacionales. La edición general del libro quedó a cargo del escritor y editor inglés Robert Dimery, que ha trabajado previamente en algunas revistas como Vogue y Time Out.
Cada álbum incluido en el libro va acompañado por un ensayo escrito por algún crítico de música, acompañadas de imágenes, citas e información adicional como el tiempo de duración y el nombre del productor. Además, solo se incluyen producciones originales de los artistas, por lo que no hay álbumes recopilatorios o bandas sonoras de películas. Por su parte, todos los discos mencionados son de occidente enfocados mayoritariamente en el rock y pop, incluidos algunos subgéneros como el punk rock, grindcore, heavy metal, rock alternativo, rock progresivo, thrash metal, grunge, easy listening y rockabilly. En menor medida posee algunas producciones de world music, rhythm and blues, blues, folk, hip hop, country, jazz y música electrónica.
La edición original incluye álbumes publicados entre 1955 y 2003, pero en las posteriores versiones se ha actualizado la lista hasta llegar al año 2017. En todas ellas, la lista está ordenada cronológicamente desde el disco más antiguo al más reciente, siendo la primera producción citada In the Wee Small Hours de Frank Sinatra.
Posteriormente, a partir de 2010, se editaría también por Robert Dimery una obra centrada no en álbumes, sino en canciones (en inglés, 1001 songs you must hear before you die).